# Club Sportivo Italiano
Club Sportivo Italiano is een Argentijnse voetbalclub uit Ciudad Evita in Groot-Buenos Aires.
De club werd op 7 mei 1955 opgericht door Italiaanse immigranten en heette aanvankelijk Associazione del Calcio Italiano in Argentina. In 1978 fuseerde de club met Sociedad Italiana en werd zo Deportivo Italiano. In 2000 werd de naam in Club Sportivo Italiano gewijzigd.
De club speelde voornamelijk in de Argentijnse tweede en derde klasse en speelde één seizoen, in 1986/87 in de hoogste klasse.